# Hải Quy
Hải Quy là một xã thuộc huyện Hải Lăng, tỉnh Quảng Trị, Việt Nam.
Xã Hải Quy có diện tích 7,09 km², dân số năm 1999 là 4.814 người, mật độ dân số đạt 679 người/km².

## Hành chính
Xã Hải Quy được chia thành 3 thôn: Quy Thiện, Trâm Lý, Văn Vận.